# Лубомбо
Лубомбо (на английски: Lubombo) е район в северозападната част на Есватини, с площ 5947 km2 и население 231 000 (2007). Административен център е град Ситеки.

## Население
- 202 000 (1997)
- 231 000 (2007)

Средната гъстота на населението е 38,9 д/km2 (2007).